# Borotou-Koro
Borotou-Koro est une localité située au nord-ouest de la Côte d'Ivoire, Département de Koro, dans la Région du Bafing. La localité de Borotou-Koro est un chef-lieu de commune.
Borotou-koro est composée de quatre localités : Morifingso, La Cité, Udec et Bontou. Morifingso est la plus ancienne, c'est elle qui a donné naissance à la cité. C'est avec l'implantation de la société de production et de transformation de la canne à sucre SODESUCRE (aujourd'hui SUCRIVOIRE), à quinze kilomètres de Morifingso, que la cité fut créée par les dirigeants de la société pour loger ses salariés. Borotou fut ensuite créée par Roger et Raoul Bouhet, à proximité de la Cité, par des populations venues d'autres villages de la région à la recherche d'emplois. 
Borotou-Koro est une jeune commune qui a élu en 2012 son premier maire.